# Ернесто Лабарте
Ернесто Лабарте (ісп. Ernesto Labarthe, нар. 2 червня 1956, Ліма) — перуанський футболіст, що грав на позиції півзахисника.
Виступав за клуби «Спорт Бойз», «Палестіно» та «Монтеррей», а також національну збірну Перу.

## Клубна кар'єра
У дорослому футболі дебютував 1974 року виступами за команду «Спорт Бойз», в якій провів більшу частину кар'єри і саме у цьому клубі він став віце-чемпіоном Перу у 1976 році. Він також недовго грав за чилійське «Палестіно» та мексиканський «Монтеррей». Завершив ігрову кар'єру у 1983 році, коли у нього діагностували хворобу серця..

## Виступи за збірну
У складі національної збірної Перу був учасником чемпіонату світу 1978 року в Аргентині, де на поле не виходив. Натомість наступного року на Кубку Америки 1979 року зіграв в одному матчі проти Чилі (1:2) і здобув бронзові нагороди турніру.
Загалом протягом кар'єри у національній команді, яка тривала 2 роки, провів у її формі 4 матчі.